# Environmental and Molecular Mutagenesis
Environmental and Molecular Mutagenesis, abgekürzt Environ. Mol. Mutagen., ist eine wissenschaftliche Fachzeitschrift, die vom Wiley-Blackwell-Verlag veröffentlicht wird. Derzeit erscheint die Zeitschrift mit neun Ausgaben im Jahr. Es werden Arbeiten zur Umweltmutagenese veröffentlicht.
Der Impact Factor der Zeitschrift lag im Jahr 2018 bei 2.528.